# Wirges (Verbandsgemeinde)
Wallmerod é um Verbandsgemeinde ("associação municipal") no distrito Westerwaldkreis na Renânia-Palatinado, Alemanha. A sede da Verbandsgemeinde está em Wallmerod.
O Verbandsgemeinde de Wallmerod é composto pelos seguintes Ortsgemeinden ("municípios locais"):
1. Bannberscheid
2. Dernbach
3. Ebernhahn
4. Helferskirchen
5. Leuterod
6. Mogendorf
7. Moschheim
8. Niedersayn
9. Ötzingen
10. Siershahn
11. Staudt
12. Wirges